# Cara de Mart

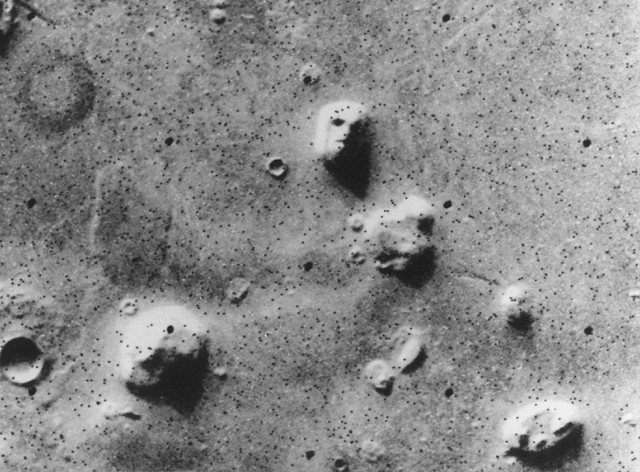
La «cara» es veu lleugerament a l'esquerra.

La «Cara» de Mart és una estructura distintiva de la superfície del planeta Mart ubicada a la regió marciana de Cidonia, que segons algunes persones sembla un rostre humà. Fa uns 3 km de llargada per 1, km d'ample i es troba a la latitud marciana de 10º Nord. Va ser fotografiada per primera vegada el 25 de juliol de 1976 per la sonda espacial Viking 1, que orbitava mart en aquell moment. El fet va cridar l'atenció del públic sis dies després d'un informe de premsa lliurat per la NASA.

## Fotografia original

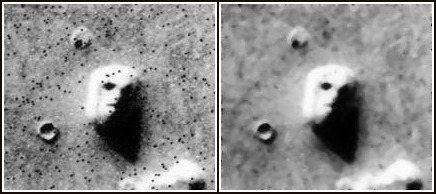
Dues fotografies originals de la Viking 2 de la «Cara» de Mart.

La foto mostra terrenys en forma d'altiplà, amb una gran formació rocosa en el centre, la qual amb les ombres sembla un cap humà i dona la il·lusió d'ulls, nas i boca. Està il·luminada pels raigs solar els quals cauen amb una inclinació de 20 graus. La foto està presa des d'una distància de 1873 km.

## Interpretacions de les primeres fotografies

### Interpretació científica

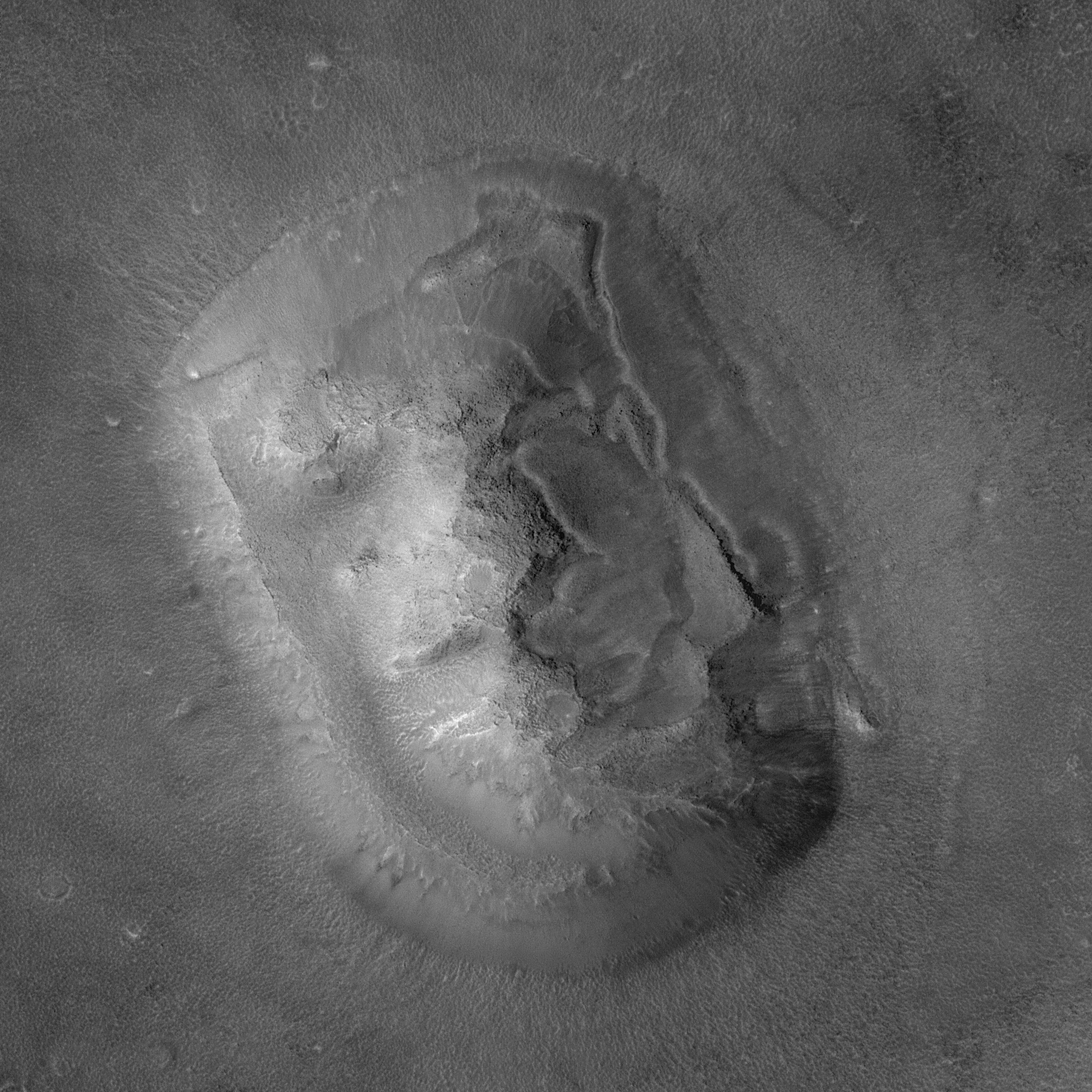
Fotografia de la «Cara» a Mart, presa pel Mars Global Surveyor.

L'aparença de la cara és per la combinació de l'angle d'il·luminació de la llum del Sol i la baixa resolució de la foto tendeixen a suavitzar les irregularitats de la superfície, i per la tendència del cervell humà a reconèixer patrons familiars, especialment cares. A més un lapse en les dades enviades pel Viking 2 creà un punt negre exactament on es trobarien les narius.

### Interpretació ufològica
Per la ufologia es tractaria de l'evidència d'un monument i la prova d'éssers intel·ligents a Mart. El principal proponent d'aquesta teoria és Richard Hoagland en el seu llibre Els monuments de Mart: una ciutat a la vora de l'eternitat.